# 274 v.Chr.
Het jaar 274 v.Chr. is een jaartal volgens de christelijke jaartelling.

## Gebeurtenissen

### Egypte
- Begin van de Eerste Syrische Oorlog, Ptolemaeus II Philadelphus valt met het Egyptische leger Syrië binnen en verovert Damascus.
- Ptolemaeus II Philadelphus breidt zijn maritieme macht uit in de Egeïsche Zee, de Cycladen worden bezet.
- Arsinoë I wordt vanwege een samenzwering tegen haar man veroordeeld en verbannen naar Koptos in Opper-Egypte.
- Ptolemaeus II trouwt volgens Egyptische traditie met zijn zuster Arsinoë II, de weduwe van Lysimachus.

### Griekenland
- Pyrrhus van Epirus verdrijft Antigonus II Gonatas uit Macedonië en Thessalië, Pyrrhus bestijgt de Macedonische troon.